# Willi Beutler
Willi Beutler (* 1903; † 1978) war ein deutscher Fotograf. 

## Leben
Beutler war von Beruf Glasschleifer. Von 1926 bis 1929 war er arbeitslos. 1928 zog er nach Hamburg und wurde Amateurfotograf. 1929 errang er bei einer Fotoausstellung in Tokio eine silberne Medaille. Beutler lehrte ab 1934 an der Hamburger Fotoschule und wurde 1936 leitender Fotograf der Landesbildstelle in Hamburg. Beutler dokumentierte dabei Hamburg vor, während und nach dem Zweiten Weltkrieg. Im Krieg selbst wurden ca. 30.000 seiner Bilder zerstört.
Beutler war auch in der Fototechnik aktiv, so erfand er 1957 die Entwickler Neofin Color und Colorfin, durch die auch mit Kleinbildkameras eine große Bildschärfe erreicht werden konnte. 

## Veröffentlichungen
- zusammen mit Rudolf Schmidt: Das ist Hamburg! C. Boysen, Hamburg 1937 (Bilder der niederdeutschen Heimat; 4).
- zusammen mit Ernst Schrewe: Der Hamburger Hafen: ein Bildwerk der Landesbildstelle Hansa Hamburg. Toepffer, Hamburg 1939.
- zusammen mit Werner Schnakenbeck: Heringsfang. Boyens, Hamburg 1939 (Bilder der niederdeutschen Heimat; 5).
- zusammen mit Harald Busch: Die deutschen Lande. Bd. 11: Das nordwestdeutsche Küstenland. 2. Aufl. Umschau-Verlag, Frankfurt am Main 1955.
- Meine Dunkelkammer-Praxis. Knapp, Düsseldorf 1958.
- Jan Zimmermann (Hrsg.): Hamburg – Krieg und Nachkrieg: Fotografien 1939–1949 [enthält auch Fotografien von Willi Beutler]. Junius, Hamburg 2017, ISBN 978-3-88506-802-0.